# Road to the Multiverse
Road to the Multiverse («Дорога в Мультивселенную») — первая серия восьмого сезона мультсериала «Гриффины». Премьерный показ состоялся 27 сентября 2009 года на канале FOX. Пятый эпизод из цикла «Road to…».

## Сюжет
Стьюи выигрывает приз со своей огромной мускулистой свиньей на ярмарке Куахога и рассказывает Брайану, что он взял её из параллельной вселенной. После этого он показывает Брайану пульт, который позволяет ему перемещаться в разные вселенные, каждая из которых представляет собой Куахог в одно и то же время, но все они отличаются друг от друга. Например, первая вселенная, в которую они попадают, является футуристичной версией Куахога, в которой никогда не существовало христианство. Брайан восторгается в ней технологическими достижениями, а также невероятно сексуальной Мег, встреченной ими на улице.
Следующая Вселенная — пародия на мир мультсериала «Флинстоуны», где Питер разговаривает с Лоис, вставляя через каждое слово «rock» (камень), и звучит закадровый смех.
Следующая Вселенная — где США захвачены Японией. Семья Гриффинов-японцев демонстрирует полное пренебрежение к женщинам.
Друзья решают вернуться домой, но так как Стьюи ни разу не перемещался более, чем в одну, он не знает, как им вернуться домой. На их пути встречается Вселенная, где все с двумя головами; где Куахог находится под толстым слоем льда; где все всегда хотят «сходить по-большому»; Вселенная диснеевских мультфильмов; Вселенная «Робоцыпа»; разрушенная третьей мировой войной Вселенная, «где не родился Фрэнк Синатра» и президентом вместо Кеннеди был избран Никсон; Вселенная «с низким разрешением»; Вселенная, где одни пожарные гидранты; Вселенная с голыми мужчинами; не-анимационная Вселенная; Вселенная в стиле карикатур газеты «The Washington Post».
Попав во Вселенную, где люди — домашние животные собак, Брайан решает остаться там. Ссора со Стьюи приводит к тому, что они ломают пульт и оказываются застрявшими в этой Вселенной. Попав в семью Гриффинов (где все собаки, а Брайан — человек), они узнают, что Стьюи-собака также изобрёл пульт, позволяющий перемещаться по Вселенным. Но когда Стьюи-собака уходит за пультом, Стьюи-человек кусает Питера-собаку. Его отправляют в приют для людей, где он будет умерщвлён.
Брайан-собака, Стьюи-собака и Брайан-человек отправляются в приют и освобождают Стьюи-человека. Стьюи-собака отправляет Брайана-собаку со Стьюи-человеком  в их Вселенную, но уставший от своей жизни, Брайан-человек перемещается вместе с ними. В новом для себя мире он покидает новых друзей, чтобы повидать мир и достичь чего-либо в нём, но как только он выходит на улицу, его сбивает автомобиль.

## Создание
Автор сценария: Уэллесли Уайлд.
Режиссёр: Грег Колтон.